# War Jetz
War Jetz (ook wel World Destruction League: WarJetz) is een computerspel dat werd ontwikkeld en uitgegeven door The 3DO Company. Het spel kwam in 2001 uit voor de Sony PlayStation en de Sony PlayStation 2. 

## Platforms
| Platform      | Jaar |
| ------------- | ---- |
| PlayStation   | 2001 |
| PlayStation 2 | 2001 |

## Ontvangst
| Beoordeeld door        | Platform      | Datum          | Score |
| ---------------------- | ------------- | -------------- | ----- |
| GameSpot               | PlayStation 2 | 16 juli 2001   | 66%   |
| Gamezilla              | PlayStation 2 | 31 juli 2001   | 65%   |
| Game Informer Magazine | PlayStation 2 | september 2001 | 60%   |
| Game Informer Magazine | PlayStation 2 | september 2001 | 55%   |
| Gaming Target          | PlayStation 2 | 17 juli 2001   | 52%   |
| Super Play             | PlayStation 2 | september 2001 | 50%   |
| All Game Guide         | PlayStation 2 | 2001           | 50%   |
| GameSpot               | PlayStation   | 16 juli 2001   | 46%   |
| Jeuxvideo.com          | PlayStation   | 15 mei 2001    | 40%   |
| Gamekult               | PlayStation 2 | 24 juli 2001   | 20%   |